# Jenks (Oklahoma)
Jenks é uma cidade localizada no estado norte-americano de Oklahoma, no Condado de Tulsa.

## Demografia
Segundo o censo norte-americano de 2000, a sua população era de 9557 habitantes.
Em 2006, foi estimada uma população de 14.123, um aumento de 4566 (47.8%).

## Geografia
De acordo com o United States Census Bureau tem uma área de
38,6 km², dos quais 37,2 km² cobertos por terra e 1,4 km² cobertos por água. Jenks localiza-se a aproximadamente 188 m acima do nível do mar.

## Localidades na vizinhança
O diagrama seguinte representa as localidades num raio de 12 km ao redor de Jenks.